# مسلم بن عوسجة
مُسلِم بن عَوسَجَة الأسدي (توفي عام 61 هـ / 680 م) من أهل الكوفة. كان من أصحاب رسول الإسلام محمد، ومن أصحاب علي بن أبي طالب وولده الحسين. شارك في العديد من الحروب منها فتح أذربيجان، قُتل في معركة كربلاء سنة 61 هـ. وكان من الذين بايعوا رسول الحسين مسلم بن عقيل في الكوفة.

## مقتله
كان مسلم بن عوسجة أول من قتل في معركة كربلاء من أصحاب الحسين، وكان ينادي أعداءه بهذا الشعر:
وكان مقتله في بداية الحملة الأولى من المعركة، ولما قتل ذهب إليه الحسين، فقال: «رحمك ربك يا مسلم بن عوسجة، منهم من قضى نحبه ومنهم من ينتظر وما بدلوا تبديلا» وورد أنه لما دنا منه حبيب بن مظاهر، قال حبيب: «عز علي مصرعك يا مسلم! أبشر بالجنة! فقال له مسلم قولا ضعيفا: بشرك الله بخير، فقال له حبيب لولا أني اعلم اني في آثرك لاحق بك من ساعتي هذه لأحببت ان توصيني بكل ما أهمك حتى أحفظك في كل ذلك بما أنت أهل له في القرابة والدين، قال: بل انا أوصيك بهذا رحمك الله واهوى بيده إلى الحسين ان تموت دونه! قال: افعل ورب الكعبة».

## أقواله
- «والله لو علمت أني أقتل ثم أُحيي ثم أحرق ثم أُذرى، يُفعل بي ذلك سبعين مرّة ما تركتك فكيف وإنما هي قتلة واحدة ثم الكرامة إلى الأبد»[3]